# Loi marocaine sur les travailleurs à domicile
Lire en ligne

(ar) Projet de loi dans le site du Parlement

Au Maroc, la loi fixant les conditions d'emploi des travailleurs à domicile est le texte législatif qui définira les dispositions régissant les relations sociales entre les patrons de maison et les domestiques travaillant dans leurs foyers.

## Présentation
Le projet de loi est composé de cinq titres :
- Titre Premier : Dispositions générales ;
- Titre II : conditions d'emploi des travailleurs à domicile ;
- Titre III : Congés ;
- Titre IV : Du Salaire ;
- Titre V : Du contrôle et des sanctions.

## Dispositions de la loi
La loi n° 06-34 a posé des définitions claires sur le travail domestique. Ainsi, elle a abandonné l'appellation employés de maison pour une dénomination plus respectueuse de la dignité humaine travailleurs à domicile.
Dans son article 2, le projet de loi a indiqué que le travail à domicile se compose des tâches suivantes :
- Le ménage ;
- La cuisine ;
- l'éducation des enfants ou l'aide à une personne malade, vieille ou handicapée ;
- le travail de chauffeur pour le foyers ;
- le jardinage ;
- le gardiennage ;

Elle a stipulé que d'autres tâches peuvent y être ajouté par un texte réglementaire.
Par ailleurs, le projet de loi n° 06-34 a lourdement sanctionné l'emploi d'enfants de moins 15 ans par des amendes allant de 25 000 à 30 000 dirhams.

## Dates clés
- 9 octobre 2011: Adoption par le conseil des ministres du projet de loi n° 06-34.